# Cesare Ligini
Cesare Ligini (Roma, 23 ottobre 1913 – Roma, 1988) è stato un architetto italiano.

## Biografia

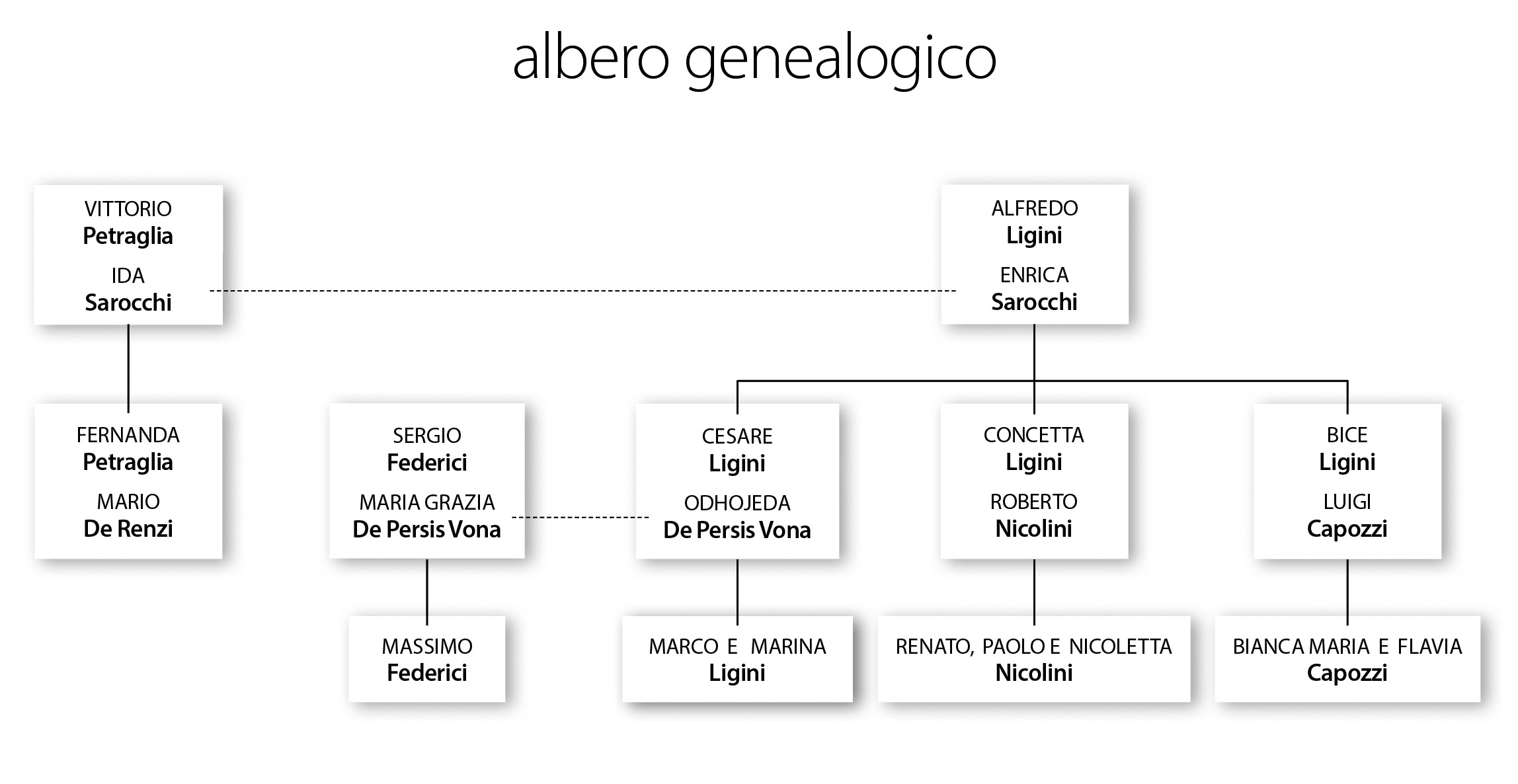
Albero genealogico della famiglia Ligini

Nato a Roma il 23 ottobre 1913, da Alfredo Ligini ed Enrica Sarrocchi, attraverso il padre, che realizza le installazioni in legno per le mostre della Quadriennale, conosce il mondo delle arti; frequenta il Liceo Artistico di via Ripetta e la Scuola Superiore di Architettura di Roma, dove si laurea nel 1939. Inizia la sua carriera come scenografo.
Dal 1940 al 1944 partecipa alla Seconda guerra mondiale. Subito dopo la laurea comincia a lavorare. Partecipa, iniziando già prima della guerra, a importanti concorsi nazionali di Architettura ottenendo premi e incarichi. Apre uno studio professionale con il suo amico e collega Silvano Ricci a Roma in via Leccosa.
Progetta molti allestimenti, edifici pubblici e si specializza nell'architettura per lo sport. Insieme a Dagoberto Ortensi e a Silvano Ricci progetta stadi, piste ciclistiche, campi sportivi, piscine, palestre come il Velodromo Olimpico a Roma costruito in occasione delle Olimpiadi che si tennero a Roma nel 1960. Per Roma progetta molte architettura tra cui le cosiddette Torri Ligini (destinate a ospitare gli uffici del Ministero delle Finanze all'Eur), il Velodromo Olimpico (demolito nel 2008). All'estero progetta molti allestimenti per l'Istituto del Commercio Estero e la sede dell'Ambasciata italiana a Washington.
È stato membro del Consiglio dell'Ordine degli Architetti di Roma e del Lazio, Segretario della Sezione Laziale dell'Istituto Nazionale di Urbanistica  e membro di commissioni giudicatrici di concorsi nazionali, partecipa all'esperienza dell'Associazione per l'Architettura Organica. Oltre che con Dagoberto Ortensi e Silvano Ricci collabora con altri ingegneri e architetti tra cui i due cognati, Mario De Renzi e Roberto Nicolini e poi Augusto Baccin, Beniamino Barletti, Leo Calini e Eugenio Montuori, Vittorio Cafiero, Gianfranco Caniggia, Sergio Lenci, Ugo Luccichenti, Carlo Mollino. Con Bruno Zevi ebbe un rapporto di stima e amicizia.

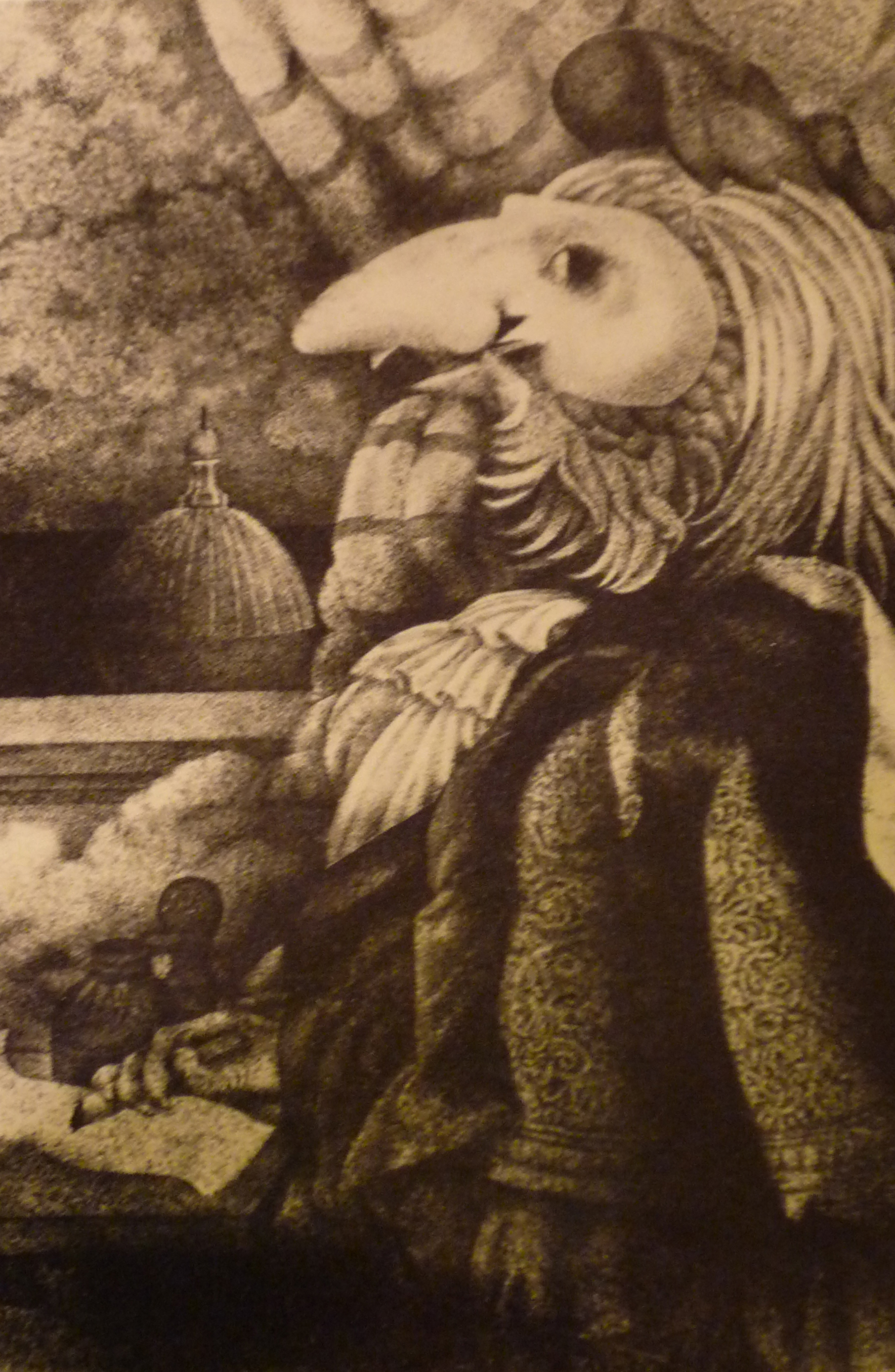
Cesare Ligini, La Vendetta del pollo, 1979

Negli ultimi anni della sua vita torna alla sua antica passione, il disegno. I suoi quadri vengono messi in mostra nel 1982 alla Galleria d'Arte Trifalco di Roma, e sempre a Roma nel 2016 con l'esposizione "Visionaria: frammenti e visioni nell’opera dell’architetto Cesare Ligini”. Muore a Roma per complicazioni polmonari nel 1988.

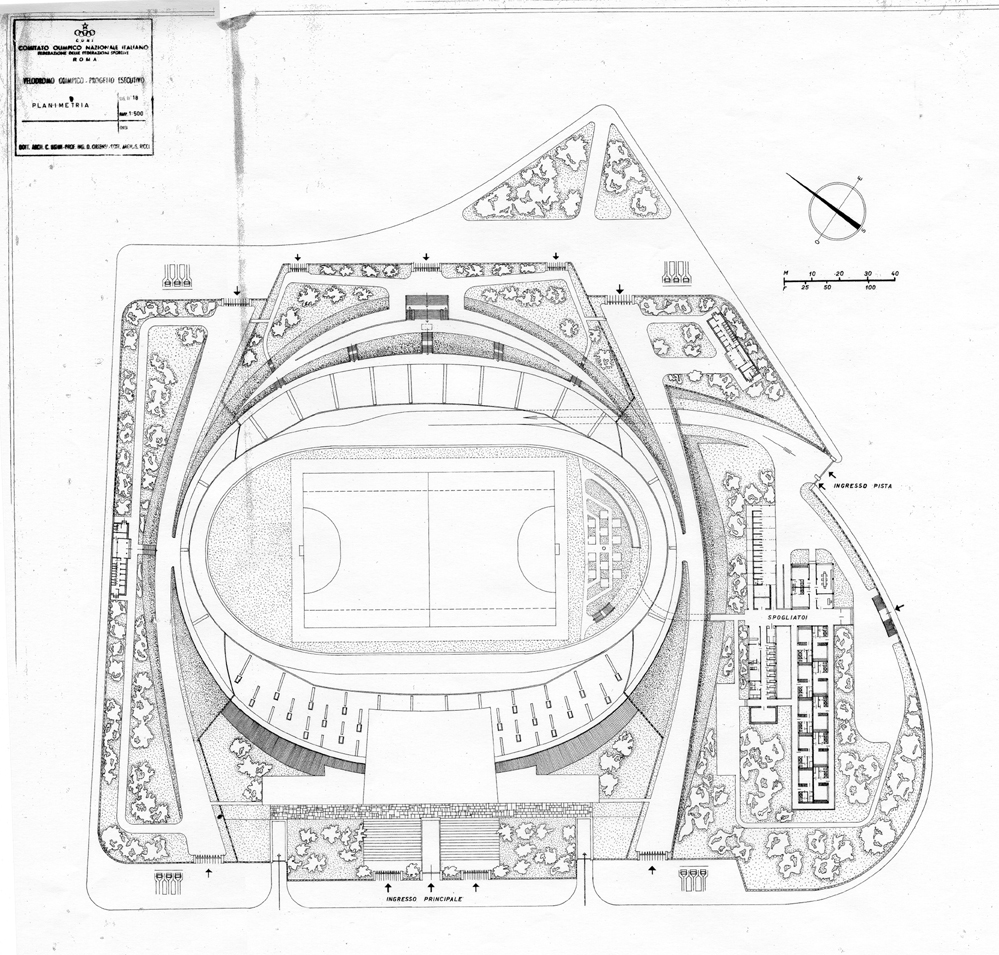
Planimetria del Velodromo Olimpico

## Opere
Opere principali

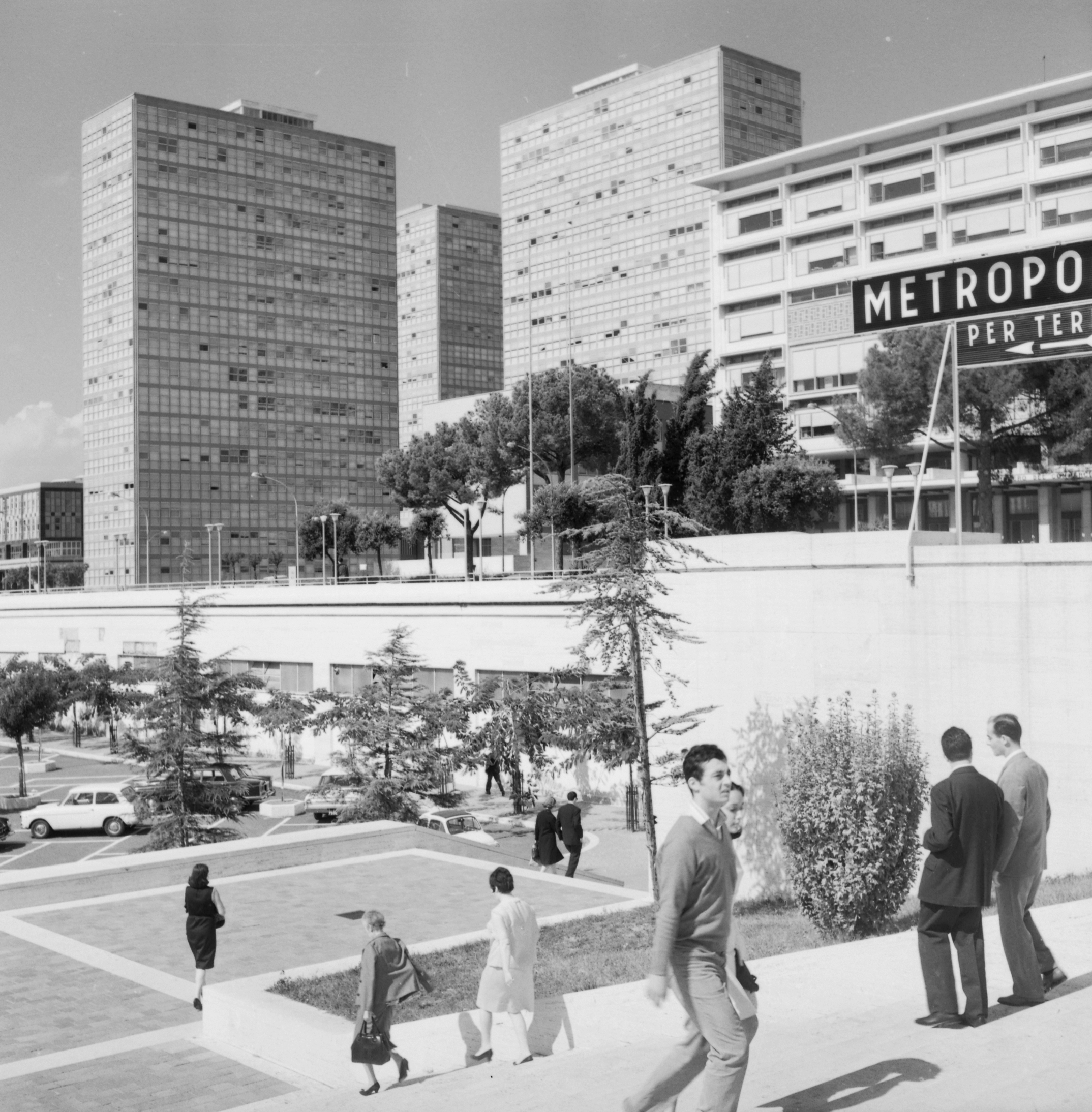
Le Torri Ligini viste dalla vicina stazione della metropolitana EUR Fermi in una foto di Paolo Monti del 1967

- 1947 Sezione Italiana all'Esposizione Internazionale dell'Urbanistica e dell'Abitazione a Parigi (con P. Marabotto, Racheli)
- 1949-1954 Case di abitazione Stella Polare a Ostia (impianto urbano: M. De Renzi, S. Muratori; edifici: C. Corbo, N. Ena, C. Ligini, V. Monaco, R. Nicolini)
- 1950 Mostra della Ricostruzione Nazionale al Palazzo delle Esposizioni a Roma
- 1951 Progetto per il Nuovo Stadio di Napoli (con S. Bonamico, C. Cocchia, C. Dall'Olio, L. De Simoni, M. Ghedina, D. Ortensi, M. Procesi, F. Uras)
- 1953 Padiglione fieristico della Società Esso-Stanic all'Esposizione dell'Agricoltura A.E. 53 di Roma
- 1953 -1954 Ristrutturazione agenzia e uffici di rappresentanza Alitalia e Linee Aeree Italiane a Parigi (con L. Calini, E. Montuori)
- 1953-1962 Impianti sportivi a Sabaudia, Stadio Comunale di Massa, Arezzo, Sorrento, Anagni, Fabriano e Foligno (con D. Ortensi, S. Ricci)
- 1953-1954 (1965) Ampliamento dell'Ospedale Civile a Jesi (con D. Ortensi, Battaglia)
- 1953-1960 Velodromo Olimpico a Roma (con D. Ortensi, S. Ricci)
- 1954-1962 Progetti per Allestimenti Mostre dell'I.C.E. a Nuova Delhi, Colonia, Parigi, Bruxelles, Vienna, Caracas, S. Paolo, Monaco, Città del Messico
- 1955 Allestimento padiglione della Cassa del Mezzogiorno alla Fiera del Levante a Bari
- 1957-1962 Nuova sede per il Ministero delle Finanze all'Eur a Roma (con V. Cafiero, G. Marinucci, R. Venturi)
- 1958 Catasto del Ministero delle Finanze all'Eur a Roma (con C. Boccianti, progetto c. a. V. De Benedetti)
- [1958-1961] Progetto per i ristoranti del Villaggio Olimpico a Roma (con D. Ortensi)
- 1959-1960 Istituto di Medicina Sportiva all'Acqua Acetosa a Roma (con A. Vitellozzi)
- 1963-1967 Nuova Sede del Comitato Nazionale per l'Energia Nucleare alla Casaccia a Roma
- 1965-1966 Monumento ai caduti sul lavoro dell'Anas a Roma (con A. Castelli, C. Benedetti)
- 1966 Foresteria Velodromo Olimpico a Roma (con S. Ricci)
- 1973-1974: Nuova sede dell'Ambasciata d'Italia a Washington (Progetto di massima con A. Baccin)
- 1973-1980 Istituto Suore di Santa Dorotea di Cemmo (con S. Ricci)
- 1982 Ossario Commemorativo Vittime del Bombardamento Ronciglione (con F. Ricci)

### Concorsi

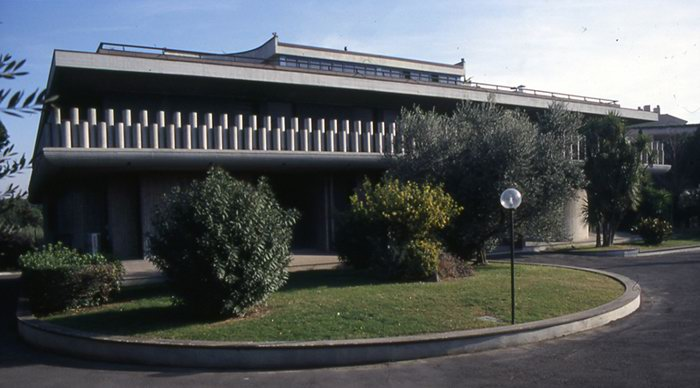
Istituto Suore di Santa Dorotea di Cemmo, zona Balduina (Roma)

- 1938 Concorso per Case del Fascio per un piccolo centro rurale di pianura, di collina, di montagna (con B. Barletti, R. Nicolini)
- 1938 Concorso per il Ministero degli Affari Esteri a Roma (con B. Barletti)
- 1945 Concorso Monumento ai Martiri delle Fosse Ardeatine a Roma (con R. Nicolini)
- 1945-1951] Concorso per il Nuovo Cimitero Flaminio di Prima Porta a Roma
- 1950-1952 Concorso nazionale per la costruzione del nuovo quartiere della Fiera del Mare, Taranto (con A. Baccin)
- 1951 Progetto per il Nuovo Stadio di Napoli (con S. Bonamico, C. Cocchia, C. Dall'Olio, L. De Simoni, M. Ghedina, D. Ortensi, M. Procesi, F. Uras)
- 1953-1960 Concorso Velodromo Olimpico a Roma (con D. Ortensi, S. Ricci)
- 1956-1957 Appalto Concorso per l'Aerostazione intercontinentale di Fiumicino a Roma (con Canali, U. Luccichenti, P. L. e A. Nervi, D. Ortensi, G. Vaccaro, Tropea)
- 1956-1957 Appalto concorso per la ricostruzione dello stadio Nazionale al viale Tiziano a Roma (con D. Ortensi, S. Ricci)
- 1958 Concorso per la nuova sede della Biblioteca Nazionale a Roma (con V. Cafiero)
- 1960-1978 Concorso per il palazzo di Giustizia di Lecce (con B. Barletti)
- 1963 Appalto concorso del Mercato Ortofrutticolo e Mercato Ittico all'ingrosso nel Nuovo Complesso Annonario sulla via Prenestina a Roma (con U. Luccichenti, U. F. Pesci, A. Benini, S. Colombini, B. Conti, L. Galassi)
- 1963-1965 Concorso per la definizione architettonica di un Centro di distribuzione idrica dell'A.C.E.A all'Eur a Roma
- 1967 Concorso per la costruzione del nuovo palazzo per gli uffici della Camera dei Deputati a Roma
- 1968-1970 Concorso Nazionale per il progetto del Padiglione Italiano all'Esposizione di Osaka 70 (con V. Monaco, E. Monaco, A. Martini, M. Ingrami, G. Covre, G. Capogrossi, A. Castelli)
- 1969-1975 Appalto concorso per la costruzione del palazzo dello sport di Milano (con S. Ricci, calcoli F. Piro, impresa: Italedil Roma)
- 1979-1984 Appalto concorso per la costruzione di una palestra polivalente in località “la Pila” a Viterbo

## Archivio
L'archivio dell'architetto Cesare Ligini è depositato all'Archivio Centrale di Stato grazie alla donazione che la sorella Bice Ligini e Renato Nicolini, suo nipote, hanno voluto fare in seguito al provvedimento del 2006 che lo ha dichiarato di rilevante interesse storico.
Il fondo che contiene elaborati grafici progettuali, documenti, carteggi, fotografie e plastici oltre ad alcune pubblicazioni, raccoglie circa 180 progetti, alcuni realizzati da Ligini, da solo o in collaborazione, tra il 1939 e il 1983.
I disegni dei progetti, che si ritenevano perduti, sono stati fortunosamente ritrovati durante gli studi e le indagini che l'Osservatorio sul moderno di Sapienza Università di Roma stava conducendo intorno al Velodromo olimpico nel 1997. 
Nella sede dell'Osservatorio essi sono stati analizzati e studiati dai suoi ricercatori e poi inventariati da Valeria Lupo con un finanziamento della Soprintendenza Archivistica del Lazio.